# Коста Армянов
Коста Армянов е български оперетен и оперен артист.

## Биография
Роден е в Русе през 1899 г. През 1918 г. заминава за Виена, където учи архитектура и пеене. Той е част от първото звездно поколение на българската оперетна сцена, влязло в историята на жанра и с имената на Мими Балканска (с която са особено близки ), Вяра Сълплиева, Ангел Сладкаров и Асен Русков. През 1928 г. е член на русенското музикално дружество „Лира“. От 1925 до 1940 г. е оперен и оперетен артист в трупата на Кооперативния театър. След това работи в Свободен театър.

## Филмография
- Весела България (1928)[5]